# Давыдковцы (Хмельницкий район)
Давыдковцы (укр. Давидківці) — село в Хмельницком районе Хмельницкой области Украины.
Население по переписи 2001 года составляло 1938 человек. Почтовый индекс — 31341. Телефонный код — 3822. Занимает площадь 3,46 км². Код КОАТУУ — 6825082401.

## Местный совет
31341, Хмельницкая обл., Хмельницкий р-н, с. Давидковцы, ул. Гаврышка, 60

## Галерея

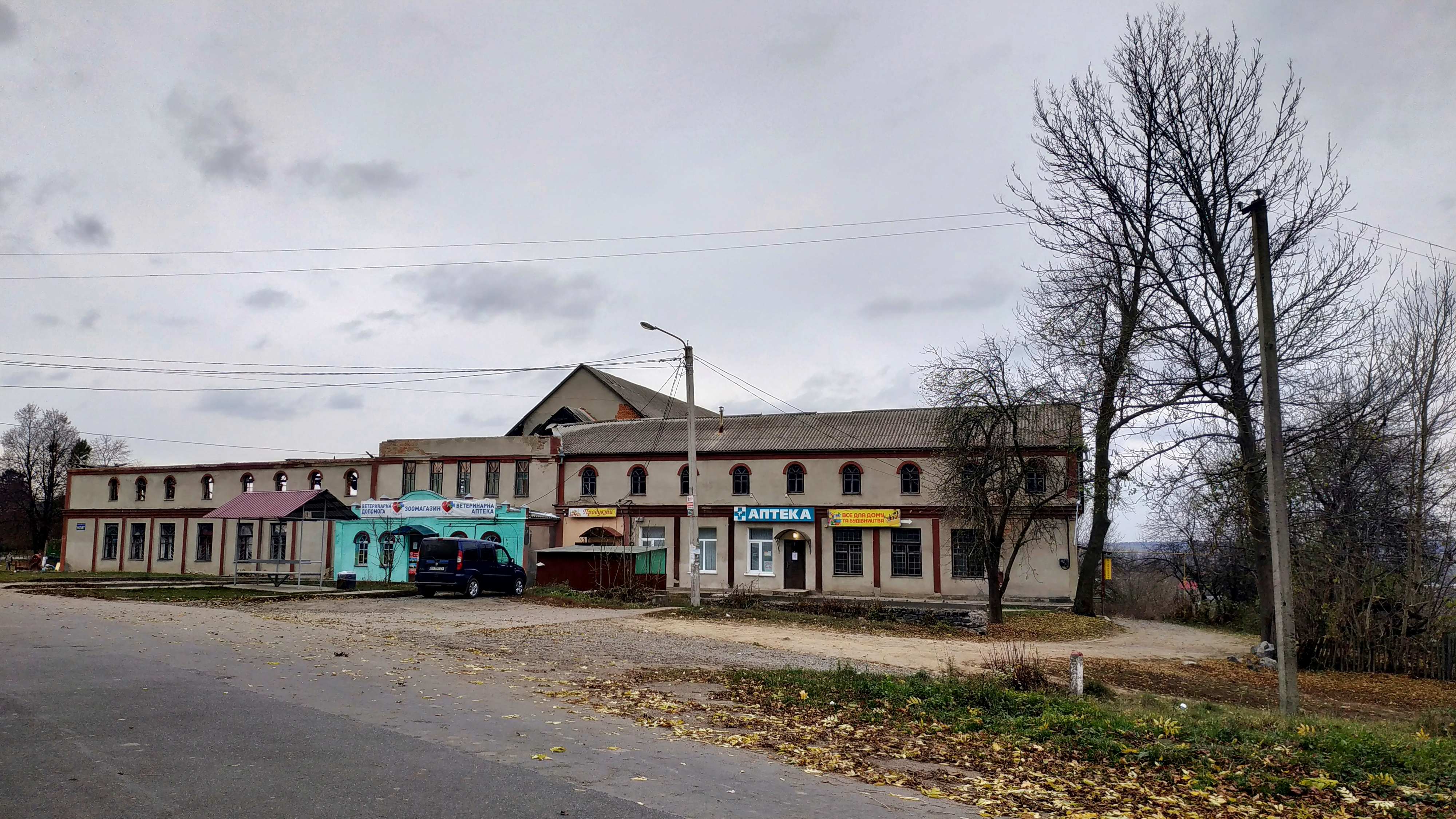
Магазин и аптека в центре села
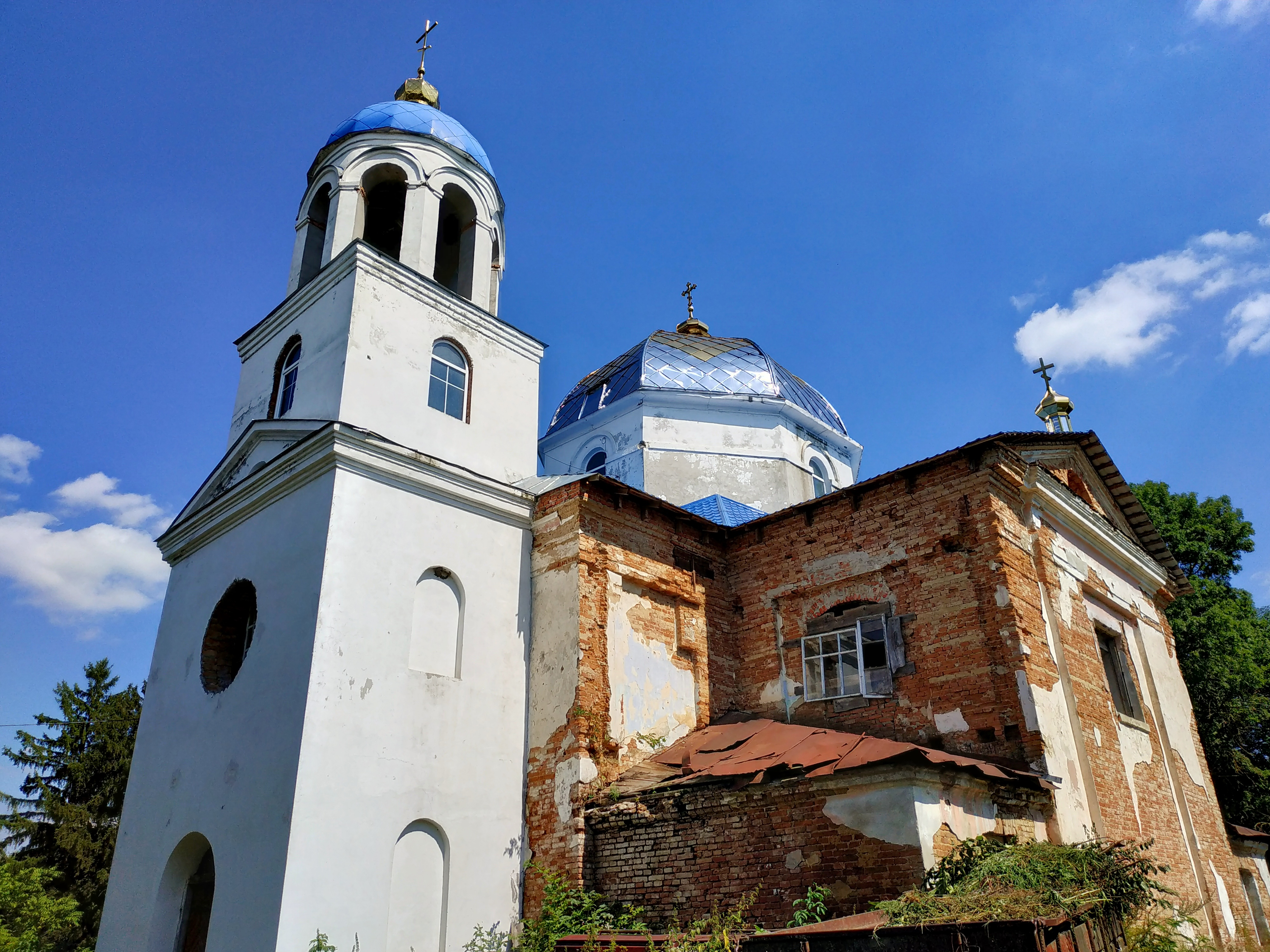
Недействующая Церковь Св. Троицы (с советских времён - клуб)
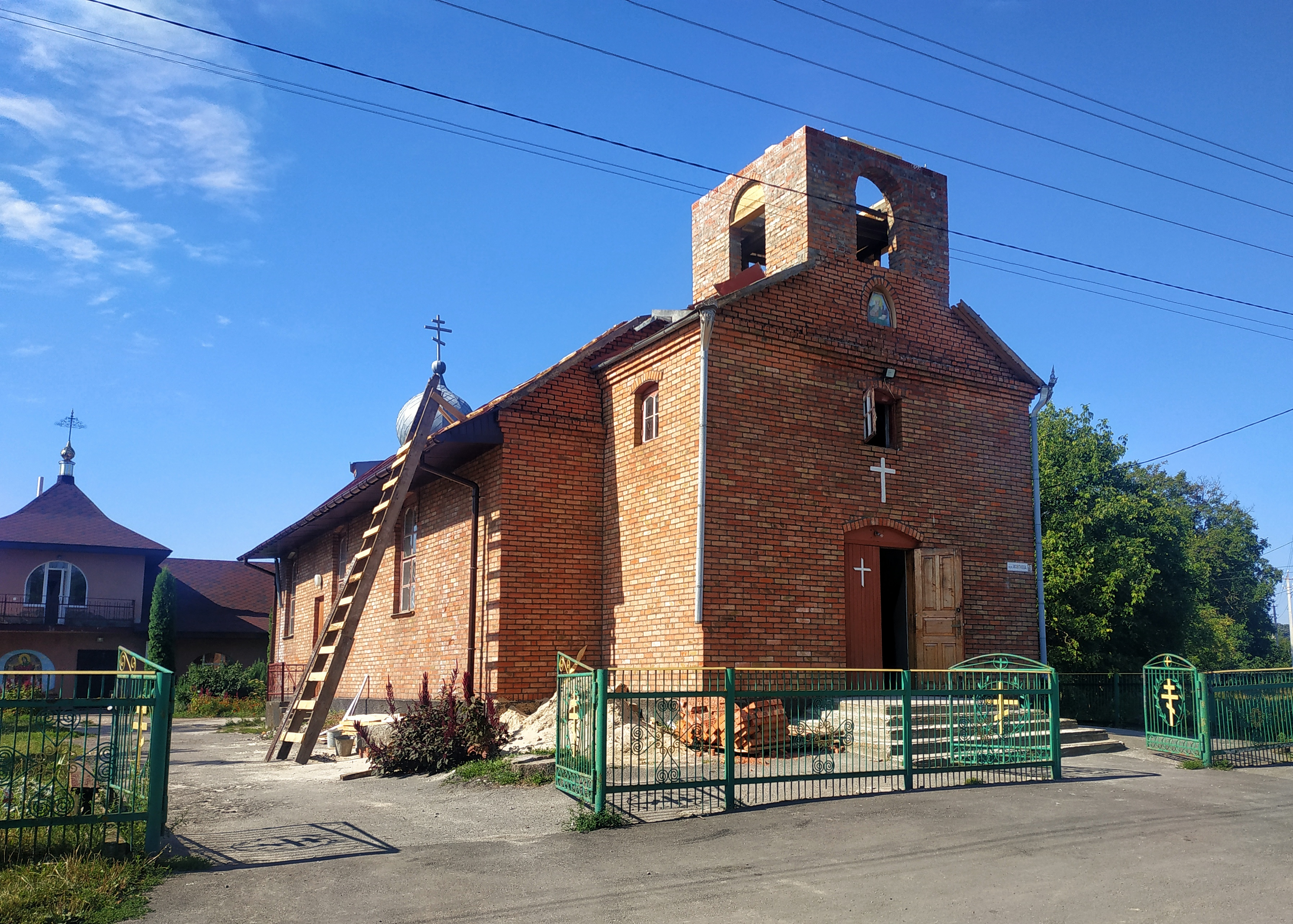
Сельская церковь, строительство колокольни
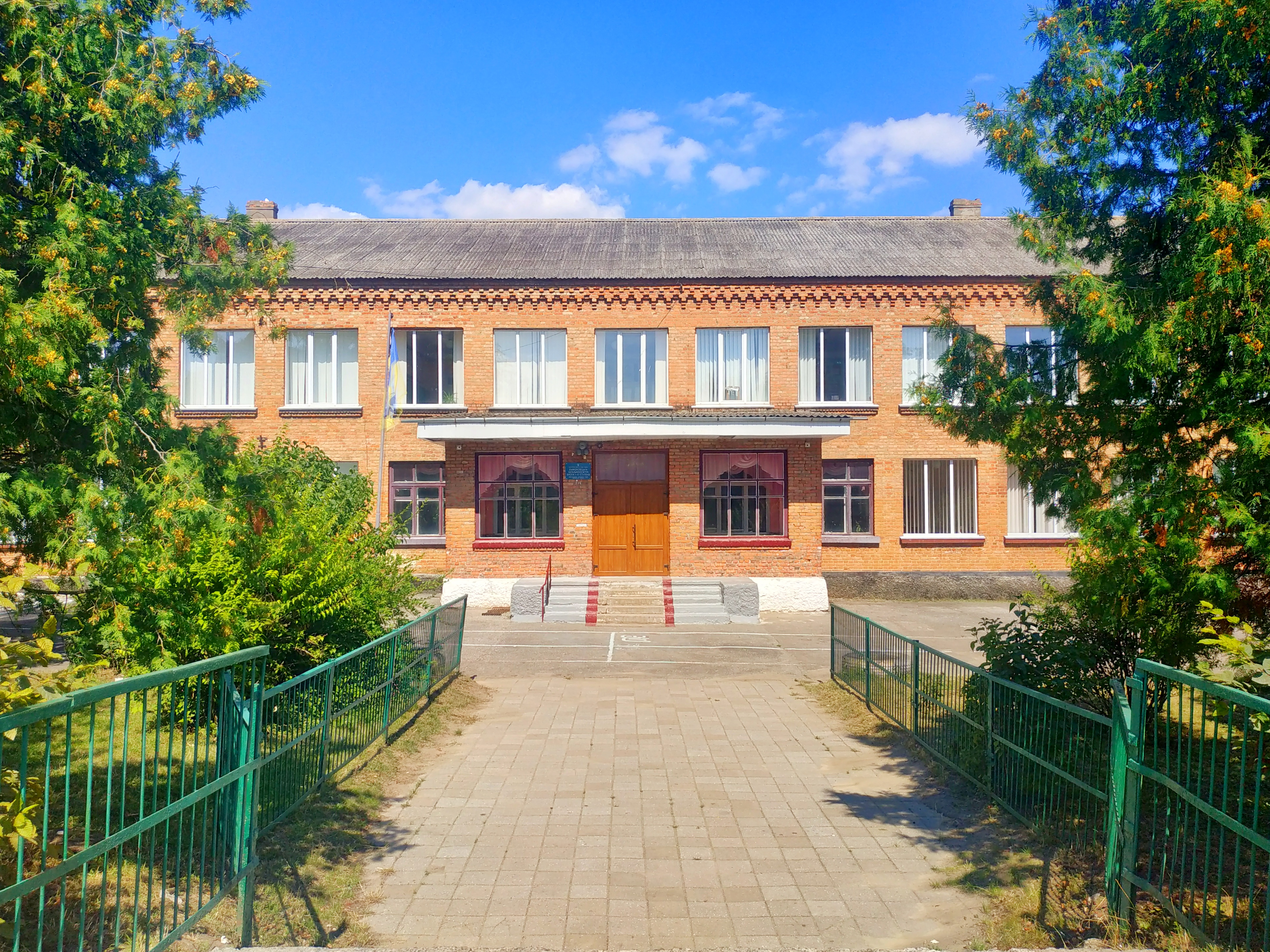
Школа
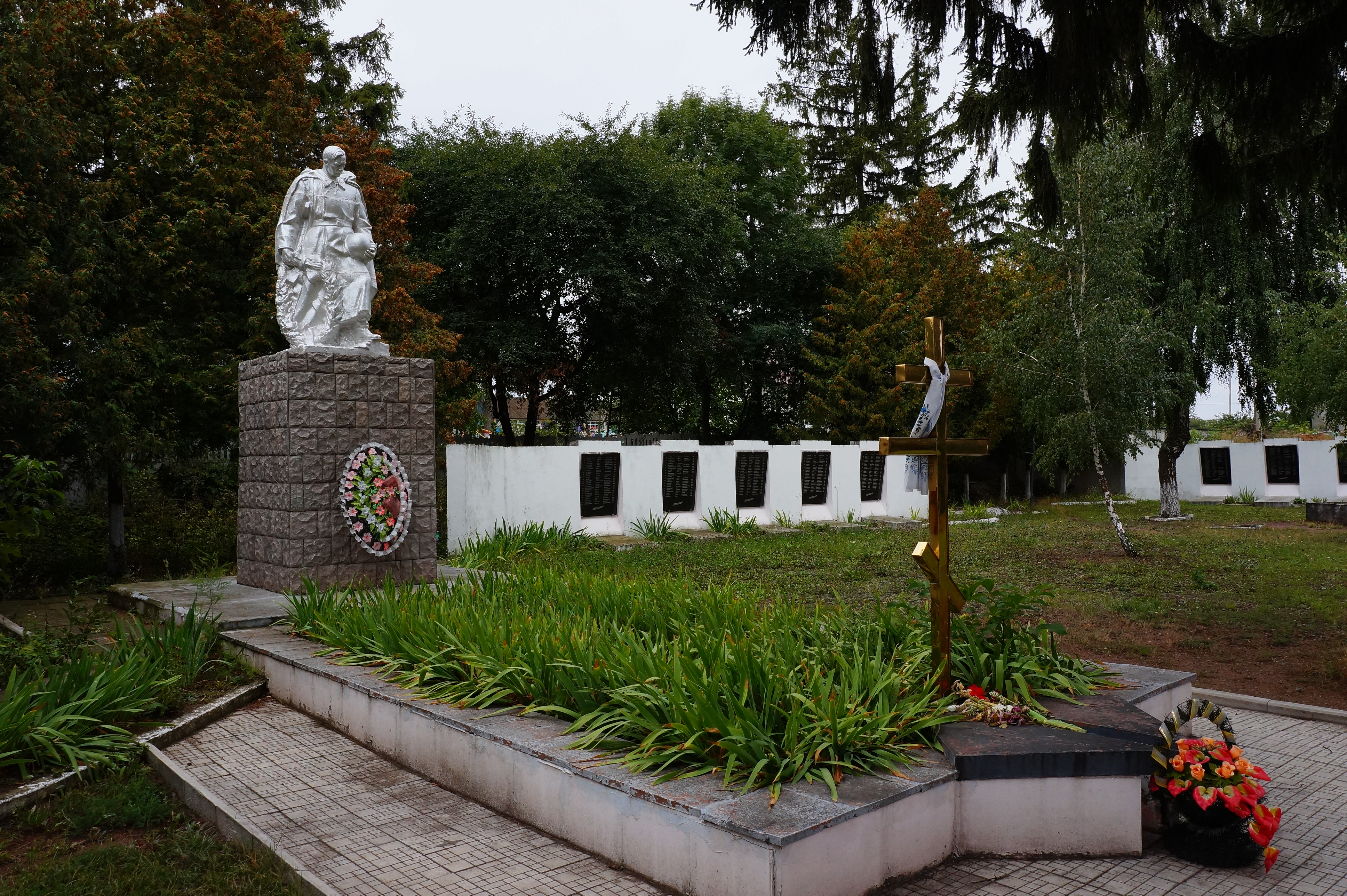
Братская могила советских воинов, погибших в Великой Отечественной войне